# Котировка
Котиро́вка (от фр. coter, «метить») — текущая цена финансового актива, которую объявляет продавец или покупатель и по которой они готовы совершить покупку или продажу (предлагается оферта). Обычно подразумевается достаточно быстро меняющаяся цена, например биржевая.
Котировкой, в зависимости от вида финансового актива, могут называть валютный курс, стоимость ценной бумаги, процентную ставку кредита, цену товаров или сырья. Иногда котировкой считается цена только заключённой сделки, а не цена оферты покупки или продажи.
На биржах цены регистрирует специальная котировальная комиссия (комитет), которая публикует их в специальных биржевых бюллетенях оптовых цен товаров, курсов ценных бумаг и иностранных валют. Обычно публикуются цены открытия и закрытия биржевой сессии, максимальная и минимальная цена дня. Такие публикации называют «официальная котировка». Котировки отражают складывающуюся на торгах конъюнктуру рынка, соотношение спроса и предложения. Котировки используются различными компаниями, владеющими ценными бумагами и валютой, при проведении финансовых операций, а также для балансовой оценки запасов сырья или товаров. К котировке на биржах допускается лишь небольшая часть ценных бумаг наиболее крупных компаний страны.

## Происхождение слова
Термин «котировать» происходит, вероятнее всего, от французского глагола «coter» — отмечать/нумеровать.

## Виды котировок
Котировки на валютных рынках делятся на прямые и обратные (косвенные):
- Прямая котировка — выражает цену единицы объекта торговли, встречается в большинстве случаев. Например, 1 л бензина имеет цену 1,20 доллара США. Часто запись котировки ведут в виде дроби: 1,20 доллар/л бензина. В числителе указывается цена и валюта платежа, в знаменателе — размерность и название товара.

- Обратная (косвенная) котировка — показывает, какое количество товара можно купить на единицу денег. Например, на 1 доллар можно купить 0,8333 л бензина. Сокращённая запись такой котировки: 0,8333 л бензина/доллар. В числителе указывается объём, размерность и название товара, в знаменателе — валюта платежа. Чаще всего обратная котировка встречается при валютообменных операциях. Традиционно, в обменных пунктах большинства стран мира указывается, сколько национальной валюты нужно, чтобы купить 1 доллар. Это прямая котировка с точки зрения местного рынка, где товаром выступает доллар. Но для иностранцев, которые имеют доллары, эта же запись будет являться обратной котировкой, которая показывает, сколько местного товара (местной валюты) они могут купить за 1 доллар.